# Dale Jarrett
Dale Arnold Jarrett (Conover, 26 novembre 1956) è un pilota automobilistico statunitense, campione della NASCAR.

## Carriera
Dal 1984 al 2008 ha corso nella NASCAR Sprint Cup Series, ottenendo in totale 32 vittorie su 16 pole position. Dal 1982 al 2007, ha corso nella NASCAR Xfinity Series, ottenendo 11 vittorie su 15 pole position.

## Riconoscimenti
Nel 2014, è stato introdotto nella NASCAR Hall of Fame.

## Palmarès
NASCAR Sprint Cup Series
- 1 volta  nella NASCAR Sprint Cup Series (1999)